# Hipótesis del hijo sexy

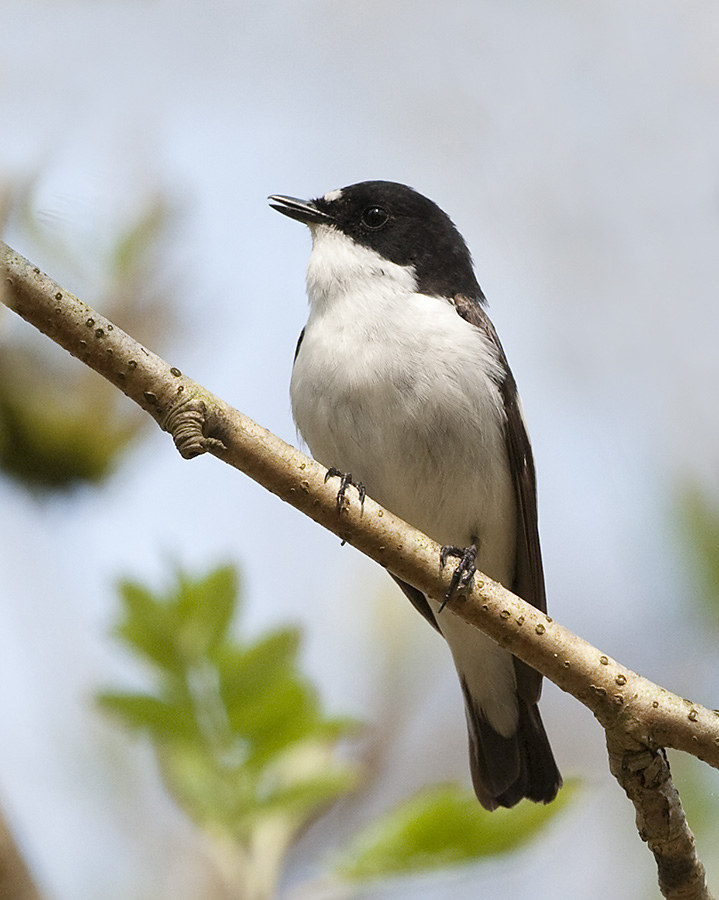
Papamoscas cerrojillo

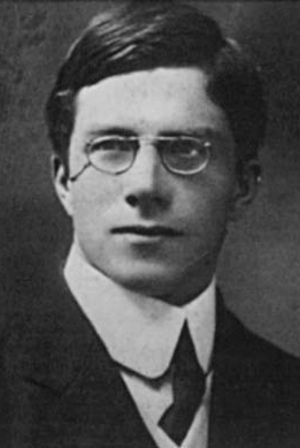
Ronald Fisher en 1912

La hipótesis del hijo sexy (en inglés sexy son hypothesis) es una propuesta evolutiva en biología, resumida por Ronald Fisher en 1930, y dice que una hembra realiza su selección intersexual entre potenciales parejas con genes que producirán descendientes con las mejores posibilidades de tener éxito de reproducción sexual. Implica que ciertos factores y capacidades son irrelevantes, como la crianza de los hijos o cualquier otro beneficio que se ofrezca a la madre, como regalos nupciales o buen territorio. El principio de Fisher significa que la proporción sexual (aparte en especies de insectos eusociales) siempre es 1:1 entre machos y hembras, aunque lo más importante es los hijos machos más sexy y sus propios éxitos en producir descendientes y llevar los genes de la madre hasta los nietos. Este hipótesis de la selección sexual  se ha investigado en especies como Ficedula hypoleuca (Papamoscas cerrojillo).

## Contexto
La selección intersexual entre hembras se reconoce ampliamente como responsables de la rápida y divergente evolución de los caracteres sexuales secundarios en los machos.  En 1976, antes que Weatherhead y Robertson publicaron su papel, Richard Dawkins escribió en su libro The Selfish Gene:

En una sociedad donde los machos compiten con otros para ser elegidos como parejas por las hembras, una de las mejores cosas que la madre puede hacer por sus genes es crear un hijo que se convierta en una pareja atractiva. Si ella puede asegurarse de que su hijo será uno de los pocos machos afortunados en acaparar la mayoría de las copulaciones en la sociedad, cuando crezca tendrá un número enorme de nietos. El resultado de esta es una de las más deseables cualidades que el macho pueda tener ante los ojos de las hembras, simplemente, ser atractivo.

La hipótesis del hijo sexy, publicada en 1930 por Fisher en su libro The Genetical Theory of Natural Selection es una de varias posibles explicaciones por la ornamentación tan diversa y a veces asombrosa de los animales. Si las hembras eligen machos físicamente atractivos, la tendencia será tener hijos que también sean atractivos físicamente, y por eso vayan a conseguir más nietos porque otras hembras seleccionarán sus hijos atractivos. La teoría funcionará sin importar cuáles son los rasgos seleccionados, siempre y cuando los rasgos sean heredables (o sea, el rasgo varía entre individuos de la población), porque es ser dueño del carácter lo que hace atractivos los machos, y no las cualidades en los rasgos en sí mismos. Así, rasgos que son percibidos en la cultura como negativos, como por ejemplo hembras quienes se quedan o encuentran atractivos a estos machos a pesar de conocerlos como desleales en una relación anógama. Si el rasgo se pasa a los hijos machos ellos mismos vayan a tener una tendencia a la promiscuidad, tener varias parejas y sembrar los genes de la mujer a múltiples nietos.
Una vez establecía una preferencia, las hembras que seleccionan machos con caracteres sexuales secundarios elaborados producirán hijos que llevan alelos de los caracteres e hijas que llevan alelos de las preferencias, generando un enganche genético que manejará un autorrefuerzo de coevolución del carácter y de la preferencia. Así el beneficio asociado con la preferencia se pueda socavar por un proceso de hijo sexy de tipo Fisherian runaway.

## Conflictos sexuales

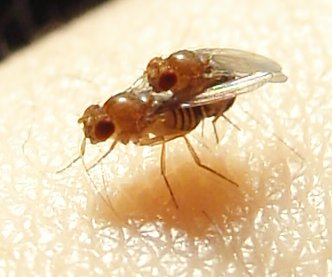
Drosophila melanogaster (se muestra en coito) es un organismo modelado importante en las investigaciones del conflicto sexual.

Conflictos sexuales refiere a las metas contradictorias de los machos y las hembras buscando reproducirse y los intereses divergentes que tienen en optimizar su aptitud. Del punto de vista de una pareja, el mejor resultado sería que su pareja cuide a las crías, así liberando sus propios recursos (por ejemplo, tiempo y energía) que típicamente se puede invertir en más sexo, que puede crear descendientes adicionales. En sistemas de pareja poliginia, conflicto sexual significa que la optimización del éxito reproductivo del varón por haber emparejado con hembras múltiples aunque el éxito reproductivo de dichas hembras, dada que son poliginias, es reducida. Así puede ser el caso en Rupicola rupicola, donde los machos usan la mayoría de su tiempo y energía en mantener su plumaje e intentando asegurarse más emparejamientos con hembras. Por otra parte las hembras construyen y mantienen los nidos donde vayan a criar sus crianzas.

## Modelos de esperma

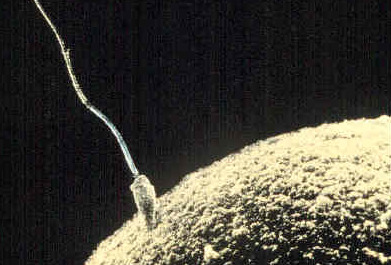
La esperma exitosa es la cual se fusiona con el huevo

Modelos de esperma-buena pronostican asociaciones positivas entre la competitividad de espermas y la viabilidad de los descendientes y que hembras que se aparean con múltiples machos, provocando competencia entre esperma, produzcan hijos que tienen éxito en esa competencia, e hijas quienes incitan tal competencia apareándose con múltiples machos. Lo mismo como con procesos pre-copuladores, los modelos post-copuladores pronostican que el rasgo en machos que determina éxito de fertilidad se juntará genéticamente con el mecanismo por lo cual las hembras seleccionan la esperma de ciertos machos.